# 猪瘟
猪瘟（英語：或），又称猪霍乱、经典猪瘟或古典猪瘟，是由猪瘟病毒感染猪引起的一种高传染性疾病。猪瘟会导致患病猪发烧、厌食、腹泻、死亡等，并可能带有神经症状。母猪可能会流产或产下死猪崽。
猪瘟为世界动物卫生组织所列的A类16种法定传染病之一。
非洲豬瘟與豬瘟都是由病毒引起的一種高度傳染性之惡性豬隻疫病，不同的是豬瘟是由RNA病毒的黃病毒科引起的疫病，而非洲豬瘟則是由DNA病毒的非洲豬瘟類病毒科所引起的一種疫病。

## 历史
1833年猪瘟首次在美国俄亥俄州爆發，1862年传至英格兰, 1887年从英格兰传播至欧洲大陆。南美洲和南非分别于1899年和1900年首次出现猪瘟。1909年传入亚洲，在日本发现首起猪瘟病例。
1903年，猪瘟血清被开发出来。1913年至1934年，美国农业部的Marion Dorset、W.B. Niles及C.N. McBryde对疫苗进行测试和验证。之后，Dorset申请了猪瘟血清制备过程的专利，并让政府在全国范围使用。1951年，美国农业部批准使用猪瘟兔化弱毒疫苗。1961年，美国通过公法87-209《猪瘟的净化》（Eradication of hog cholera）。美国于1962年启动了猪瘟的净化工作并于1976年完成。
虽然猪瘟在一些国家已经得到净化，但在世界范围内仍然属于重要的猪病。

## 病原学

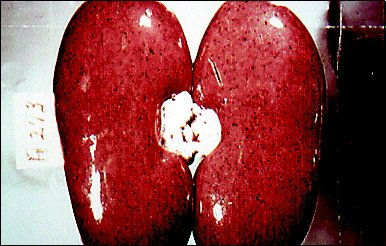
猪瘟的一个特征就是肾脏出血点。

古典猪瘟病毒（Classical swine fever virus， CSFV）为黃病毒科瘟疫病毒屬。同属的病毒还有感染反刍动物的牛病毒性腹泻病毒（Bovine Viral Diarrhoea virus, BVDV）及羊的边界病病毒（Border Disease virus, BDV）。
不同毒株猪瘟病毒的毒力范围较大，引起的症状也不同。强毒株可以引起明显可见的急性症状及高死亡率，包括神经症状和皮肤的出血点。
弱毒株可以导致无法观察到的亚临床或慢性感染，并导致胎儿或胚胎死亡。已经感染但处于亚临床状态的母猪所产的仔猪会使病毒在种群内得以维持。其它的症状还包括抑郁、高烧、免疫抵制和继发呼吸道感染。古典猪瘟病毒的潜伏期在2-14天，但临床症状要在2-4周后才会出现。急性感染的动物会存活2-3个月后死亡。
古典猪瘟病毒可以在非猪细胞中复制。在66°C条件下灭活血液中的猪瘟病毒需要一个小时，但病毒可以在冷冻猪肉中存活1500天。在37°C的带粪便或感染的猪栏内，病毒可以存活2天，但冬天可能存活4周。

## 流行病学
猪是古典猪瘟病毒的唯一宿主和传播源。受到感染的猪在发病前和发病期间都会排毒。
猪瘟病毒的主要传播途径包括车辆、人员、设备、伴侣动物、鸟类和节肢动物等。空气也可以传播猪瘟病毒。怀孕母猪接触慢性CSFV毒株后会呈隐性传染并传播给胎儿，同时造成死胎和弱仔出现。此外，使用不安全的疫苗也可能引起母猪的繁殖障碍。
经典猪瘟呈全世界分布，但很多国家已经成功进行净化，包括澳大利亚、比利时、加拿大、法国、英国、冰岛、新西兰、葡萄牙、北欧国家、西班牙、瑞典和美国。目前全世界有约50个国家和地区存在猪瘟，其中非洲3个、美洲13个、亚洲14个以及欧洲20个。

## 疫情状况

### 亚洲

#### 日本
日本自1992年的熊本県猪瘟疫情后再无猪瘟疫情，直至2018年9月岐阜県岐阜市猪瘟疫情发生后，猪瘟疫情再次在日本各地扩散开来。2018年12月，愛知県犬山市报告野猪感染猪瘟的案例。
2019年2月6日，丰田市报告一养猪场发生猪瘟疫情，并确认该养猪场此前售卖的幼年猪曾发往的长野县宫田村、岐阜县惠那市、爱知县田原市、滋贺县近江八幡市、大阪府东大阪市的关联养猪场中皆检出猪瘟阳性，关联养猪场所涉及的9300头猪均被扑杀处理。同年2月22日，日本农林水产省确定给野猪投放疫苗饵料。3月5日，犬山市、春日井市相继报告发现野猪感染猪瘟案例。同年3月28日，岐阜県郡上市报告发现野猪猪瘟阳性案例。5月28日，媒体报道日本农林水产省展开了对与岐阜県接壤的长野县、滋贺县、三重县的野猪投喂猪瘟疫苗的讨论。6月26日，三重県員辨市报告发现野猪猪瘟阳性案例。7月8日，福井县大野市报告发现野猪感染猪瘟案例。7月12日，长野县木曽郡木曽町报告发现野猪猪瘟阳性案例。7月30日，富山県富山市报告发现死亡野猪猪瘟阳性案例。9月14日，爱知县、长野县、滋贺县、大阪府、三重県、埼玉県的猪瘟疫情持续扩大。9月18日，滋賀県多賀町报告发现野猪猪瘟阳性案例。10月17日，靜岡縣藤枝市一地在道路上发现野猪死尸，经检查后于次日确定猪瘟阳性。
截至2022年6月16日，日本1都2府26县的野猪种群中检测出猪瘟阳性，全国养猪场中已发生82次猪瘟疫情。
2022年7月23日，日本农林水产省确认了栃木県的那須烏山市的一家养猪场发生猪瘟疫情。事发养猪场7月21日发现病死猪数量增加，于22日通告栃木県后，政府对病死猪进行的病理检查发现疑似猪瘟，又经農研機構動物衛生研究部門进行精密鉴定后于23日确认为猪瘟案例，事发养猪场约5.4万头猪将被扑杀，扑杀工作于当日晚六点开展，预计扑杀工作将持续两个月，同时日本政府将派遣调查团队研究本次猪瘟疫情的感染路径。同时，栃木県表示事发养猪场的十公里半径内另有22家养猪场，因皆接种有疫苗，未对其实施运输、售卖等限制。

## 临床症状
| 野毒株  | 最小致死量（MLD） |
| ------- | ----------------- |
| CSFV-02 | 10−8ml            |
| CSFV-03 | 10−7ml            |
| CSFV-05 | 10−10ml           |
| CSFV-06 | 10−9ml            |
| CSFV-08 | 10−10ml           |

猪瘟一年四季均可发病，但以春、秋两季较为严重。
猪瘟会导致高烧、皮肤病变。急性感染的猪会出现呆滞、昏睡、无食欲，并呈现高烧（40.5-41.5°C）。通常会在发病后10-20天死亡。
豬群首次接触猪瘟时，只有少数猪会呈现临床症状。病猪不爱走动并发热。在病程早期，眼睛会出现明显的分泌物，伴有结膜炎。
先天性猪瘟感染可造成流产、死胎及木乃伊等。
豬瘟和非洲豬瘟的類症鑑別差別可以在例如脾臟的腫脹程度來判斷。兩者均會導致脾臟腫大，但非洲豬瘟的情況更為嚴重。

## 发病机理
猪瘟侵入机体的途径通常为口鼻，偶尔也会通过结膜、生殖道粘膜或皮肤擦伤侵入。

## 病理变化
对于超急性的猪瘟病例，经常会观察不到病理变化。

## 诊断
感染猪瘟的猪会出现呆滞、昏睡及食欲差的症状。小猪可能出现先天性颤抖。后肢瘫痪
在猪瘟早期会出现白细胞减少。剖检可见广泛分布的出血点、淋巴结出血。肾脏存在出血点。
通过对病毒核酸或抗体检测可以确诊。将病猪淋巴结进行荧光显微检查、免疫过氧化物酶染色，并使用PCR可以对猪瘟病毒确诊。病毒可以从淋巴结和血液中得到分离，并使用单克隆抗体确诊为猪瘟。猪群的猪瘟感染可以使用专用的ELISA鉴定。

## 防治

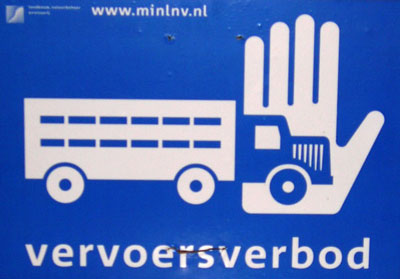
由于猪瘟而禁止猪隻运输的禁令（荷兰）

目前，猪瘟并没有特效药物可以控制。在存在猪瘟的国家，通常使用免疫作为主要的防制手段。当前广泛采用兔化弱毒疫苗对猪瘟进行控制，使用的主要毒株有LPC株（Lapinized Philippines Coronel）、HCLV株（Hog Cholera Lapinized Virus）、Riems C株（Chinese）、C株（Chinese C Strain）。
猪瘟的免疫方法包括一种称为超前免疫的方法（简称“超免”，又称乳前免疫、零时免疫）。这种方法由台大獸醫專業學院名譽教授赖秀穗和法国学者Coitheier等提出，在仔猪出生后肌肉注射猪瘟弱毒疫苗，并与母猪隔离几小时再吃初乳。对于是否采用这一方法一直存在争议。冷和平等人2009年的试验认为，超前免疫存在仔猪产生免疫耐受性的风险，且仔猪通过吸食初乳也可获得相同的免疫力。
猪瘟的净化十分困难。当前的防制程序主要包括快速检测和诊断、预防性淘汰、紧急免疫（ATCvet代码: QI09AA06灭活疫苗、QI09AD04活疫苗）。感染猪瘟的可能途径包括：猪和猪肉的长途运输以及野猪群体的地方性猪瘟。